# Delosperma concavum
Delosperma concavum är en isörtsväxtart som beskrevs av L. Bol.. Delosperma concavum ingår i släktet Delosperma, och familjen isörtsväxter. Inga underarter finns listade i Catalogue of Life.